# فابیانا کورارا
فابیانا کورارا (انگلیسی: Fabiana Correra؛ زادهٔ ۱ اکتبر ۱۹۶۷) بازیکن فوتبال اهل ایتالیا است.
وی همچنین در تیم ملی فوتبال زنان ایتالیا بازی کرده‌است.